# Topľa
Il Topľa (in ungherese: Tapoly, in tedesco: Töpl) è un fiume della Slovacchia, affluente di destra del fiume Ondava.

## Geografia
Il fiume nasce nei Beschidi Boscosi (Beskidy Lesiste), una sezione dei Carpazi Orientali Esterni, alle pendici nord-orientali del monte Čergov sotto il monte Minčol (1054 m s.l.m.), a sud del villaggio di Livovská Huta (distretto di Bardejov).
Nel suo corso scorre attraverso le catene montuose Ondavská vrchovina e Beskydské predhorie e infine attraverso le pianura slovacca orientale.
Lungo i suoi 130 km bagna le città di Bardejov, Giraltovce, Hanušovce nad Topľou e Vranov nad Topľou; il bacino idrografico si estende per 1544 km².